# Rain (松田樹利亜の曲)
Rain(レイン)は松田樹利亜の4枚目のシングル。

## 内容
ハミングバードレコード在籍最後のシングルはテレビ朝日系「リングの魂」エンディング・テーマ。

## 収録曲
1. Rain
作詞：松田樹利亜・みかみ麗緒　作曲：Joey Carbone・Dennis Belfield　編曲：須貝幸生・神長弘一
2. 愛に嘘はつけない
作詞：田村直美　作曲：田村直美・石川寛門　編曲：須貝幸生・神長弘一
3. Rain (inst.)

## レコーディング参加
- 神長弘一 - ギター
- 須貝幸生 - ベース、プログラミング
- 前野知常 - キーボード